# Myles Amine
Myles Nazem Amine Mularoni (Dearborn, 14 dicembre 1996) è un lottatore sammarinese con cittadinanza statunitense, specializzato nella lotta libera e in quella greco-romana.

## Biografia
Nato in Michigan, è figlio della sammarinese Marcy Mularoni e dello statunitense Mike Amine. Il nonno paterno Nazem Amine gareggiò per il Libano ai Giochi olimpici estivi di Roma 1960 nella categoria pesi leggeri. Anche il fratello maggiore Malik Amine è lottatore di livello internazionale.
Ha partecipato, vestendo i colori degli Stati Uniti d'America, ai campionati panamericani cadetti di Medellin 2013, dove ha conquistato la medaglia d'argento, perdendo la finale contro il messicano Arturo Martinez.
In seguito ha gareggiato per la Repubblica di San Marino per via delle origini materne.
Ai Giochi europei di Minsk 2019 ha vinto la medaglia di bronzo nella categoria 86 chilogrammi. Nell'occasione è stato anche portabandiera della sua nazione.
Ai mondiali di Nur-Sultan 2019 è stato eliminiato in semifinale dall'iraniano Hassan Yazdani (vincitore del torneo) e poi ha perso la finale per il bronzo contro il russo Artur Najfonov. Il risultato gli ha consentito di qualificarsi all'Olimpiade di Tokyo 2020.
Ai campionati europei di Roma 2020 ha vinto la medaglia d'argento nel torneo degli 86 chilogrammi, perdendo in finale contro Artur Najfonov.
Ha rappresentato la repubblica di San Marino ai Giochi olimpici estivi di Tokyo 2020 in cui ha sfilato come alfiere durante la cerimonia d'apertura assieme alla nuotatrice Arianna Valloni. Ha gareggiato nel torneo degli 86 chilogrammi, dove ha vinto la medaglia di bronzo, superando nella finale per il terzo posto l'indiano Deepak Punia; la sua è stata la terza medaglia in assoluto per la Repubblica del Titano.
Si è laureato campione continentale agli europei di Budapest 2022, sconfiggendo l'azero Abubakr Abakarov nella finale del torneo degli 86 chilogrammi.

## Palmarès
- Giochi olimpici

Tokyo 2020: bronzo negli 86 kg.
- Mondiali

Belgrado 2023: bronzo negli 86 kg.
- Europei

Roma 2020: argento negli 86 kg.
Varsavia 2021: bronzo negli 86 kg.
Budapest 2022: oro negli 86 kg.
Zagabria 2023: argento negli 86 kg.
Bucarest 2024: argento negli 86 kg.
- Giochi europei

Minsk 2019: bronzo negli 86 kg.
- Giochi del Mediterraneo

Orano 2022: oro negli 86 kg.
- Campionati panamericani cadetti

Medellin 2013: argento nei 63 kg.